# Leandro Ramella
Leandro Ramella (Mar del Plata, 12 de diciembre de 1974) es un entrenador argentino de básquetbol y actualmente dirige a Quimsa de la Liga Nacional de Básquet.

## Trayectoria
Leandro Ramella comenzó su carrera como entrenador profesional en Alvear de Villa Ángela, equipo al que dirigió entre 2008 y 2011. Durante su ciclo logró el ascenso al Torneo Nacional de Ascenso tras consagrarse campeón de la Primera Nacional "B" en la temporada 2009-10.
En la temporada 2011-12 asumió la conducción técnica de San Martín de Corrientes, equipo con el que debutó como entrenador en la Liga Nacional de Básquet.
Posteriormente fue entrenador de Quilmes de Mar del Plata entre 2012 y 2016. En su primera temporada al frente del equipo obtuvo el ascenso a la Liga Nacional de Básquet tras ganar el repechaje del Torneo Nacional de Ascenso 2012-13. Luego tuvo un extenso ciclo en la máxima categoría, donde consolidó al equipo y lo dirigió durante varias temporadas consecutivas. Luego pasó a Villa Ángela Basket, equipo que condujo en la temporada 2016-17 en el Torneo Nacional de Ascenso, y al año siguiente fue contratado por La Unión de Formosa para la temporada 2017-18 de la Liga Nacional.
En 2018 comenzó su primera experiencia internacional como entrenador de Libertadores de Querétaro en la LNBP de México, donde dirigió hasta 2019.
Tras su paso por el exterior, regresó a Argentina para conducir a Peñarol de Mar del Plata en la temporada 2021-22 de la Liga Nacional. En 2022 fue anunciado como nuevo entrenador de Aguada de Uruguay, donde compitió tanto a nivel local como internacional.
En 2023 asumió la dirección técnica de Quimsa de Santiago del Estero. Con el equipo santiagueño logró una destacada campaña a nivel nacional e internacional: ganó la Liga Nacional 2022-23, la Supercopa de La Liga 2023, la Copa Súper 20 2024 y la Basketball Champions League Americas 2023-24, consolidando al club como uno de los más exitosos del continente en ese período.

## Logros y reconocimientos

### Clubes
| Título                   | Club        | País      | Temporada |
| ------------------------ | ----------- | --------- | --------- |
| Primera Nacional B       | Alvear (VA) | Argentina | 2009-10   |
| Liga Nacional de Básquet | Quimsa      | Argentina | 2022-23   |
| Supercopa de La Liga     | Quimsa      | Argentina | 2023      |
| Copa Súper 20            | Quimsa      | Argentina | 2024      |
| Liga Nacional de Básquet | Quimsa      | Argentina | 2023-24   |

#### Seleccionado nacional
| Equipo    | Certamen                     |
| --------- | ---------------------------- |
| Argentina | Juegos Panamericanos de 2023 |

### Individual
| Título                       | Club        | País      | Temporada | Ref    |
| ---------------------------- | ----------- | --------- | --------- | ------ |
| Entrenador del Año de la PNB | Alvear (VA) | Argentina | 2009-10   | [ 12 ] |
| Entrenador del Año del TNA   | Alvear (VA) | Argentina | 2010-11   | [ 12 ] |
| Entrenador del Año de la LNB | Quimsa      | Argentina | 2021-22   | [ 13 ] |
| Entrenador del Año de la LNB | Quimsa      | Argentina | 2023-24   | [ 14 ] |